# Reddick (Illinois)
Reddick es una villa ubicada en el condado de Kankakee en el estado estadounidense de Illinois. En el Censo de 2010 tenía una población de 163 habitantes y una densidad poblacional de 254,8 personas por km².

## Geografía
Reddick se encuentra ubicada en las coordenadas 41°5′54″N 88°14′55″O / 41.09833, -88.24861. Según la Oficina del Censo de los Estados Unidos, Reddick tiene una superficie total de 0.64 km², de la cual 0.64 km² corresponden a tierra firme y (0%) 0 km² es agua.

## Demografía
Según el censo de 2010, había 163 personas residiendo en Reddick. La densidad de población era de 254,8 hab./km². De los 163 habitantes, Reddick estaba compuesto por el 98.77% blancos, el 0% eran afroamericanos, el 0% eran amerindios, el 0% eran asiáticos, el 0% eran isleños del Pacífico, el 1.23% eran de otras razas y el 0% pertenecían a dos o más razas. Del total de la población el 1.84% eran hispanos o latinos de cualquier raza.